# Sainte-Trie
Sainte-Trie est une commune française située dans le département de la Dordogne, en région Nouvelle-Aquitaine.

## Géographie

### Localisation
La commune de Sainte-Trie est limitrophe du département de la Corrèze et située à l'extrême nord-est du département de la Dordogne.
Le bourg de Sainte-Trie, à l'intersection des routes départementales (RD) 72E2 et 72E3, se situe, en distances orthodromiques,six kilomètres au nord-est de Hautefort.
Le territoire communal est également desservi au sud par la RD 72.

### Communes limitrophes
Sainte-Trie est limitrophe de six autres communes dont deux dans le département de la Corrèze. Son territoire est limitrophe sur moins de 300 mètres de celui de Juillac au nord-est.
| Génis      | Salagnac    | Juillac (Corrèze)  |
|            | Sainte-Trie | Segonzac (Corrèze) |
| Boisseuilh | Teillots    |                    |

### Géologie et relief

#### Géologie
Situé sur la plaque nord du Bassin aquitain et bordé à son extrémité nord-est par une frange du Massif central, le département de la Dordogne présente une grande diversité géologique. Les terrains sont disposés en profondeur en strates régulières, témoins d'une sédimentation sur cette ancienne plate-forme marine. Le département peut ainsi être découpé sur le plan géologique en quatre gradins différenciés selon leur âge géologique. Sainte-Trie est dans le gradin extrême nord-est que constitue le dernier contrefort du Massif central, avec des roches cristallines formées au Paléozoïque, antérieurement au Carbonifère.
Les couches affleurantes sur le territoire communal sont constituées de formations superficielles du Quaternaire datant du Cénozoïque et du Paléozoïque. La formation la plus ancienne, notée dS1, se compose de schistes de Génis, des séricitoschistes à chlorite (groupe de Génis, Dévonien). La formation la plus récente, notée Fy3-z, fait partie des formations superficielles de type alluvions subactuelles à actuelles. Le descriptif de ces couches est détaillé dans  la feuille « no 760 - Juillac » de la carte géologique au 1/50 000 de la France métropolitaine, et sa notice associée.

Carte géologique de Sainte-Trie.

#### Relief et paysages
Le département de la Dordogne se présente comme un vaste plateau incliné du nord-est (491 m, à la forêt de Vieillecour dans le Nontronnais, à Saint-Pierre-de-Frugie) au sud-ouest (2 m à Lamothe-Montravel). L'altitude du territoire communal varie quant à elle entre 167 mètres à l'extrême ouest, là où le Dalon quitte la commune et sert de limite entre celles de Boisseuilh et Génis, et 276 mètres au nord-est, entre les lieux-dits la Brugère et la Machardie, en limite de la commune corrézienne de Segonzac.
Dans le cadre de la Convention européenne du paysage entrée en vigueur en France le 1er juillet 2006, renforcée par la loi du 8 août 2016 pour la reconquête de la biodiversité, de la nature et des paysages, un atlas des paysages de la Dordogne a été élaboré sous maîtrise d’ouvrage de l’État et publié en octobre 2020. Les paysages du département s'organisent en huit unités paysagères,. La commune est dans l'unité paysagère des « Marges du bassin de Brive », qui correspond à la marge occidentale du bassin de Brive. Elle se caractérise par une succession d’amples vallées, déblayées dans les grès roses et les argiles rouges. Les altitudes s’échelonnent entre 350 et 150 m,.
La superficie cadastrale de la commune publiée par l'Insee, qui sert de référence dans toutes les statistiques, est de 10,91 km2,,. La superficie géographique, issue de la BD Topo, composante du Référentiel à grande échelle produit par l'IGN, est quant à elle de 11,26 km2.

### Hydrographie

#### Réseau hydrographique
La commune est située dans le bassin de la Dordogne au sein du Bassin Adour-Garonne. Elle est drainée par le Dalon et par divers petits cours d'eau, qui constituent un réseau hydrographique de 23 km de longueur totale,.
Le Dalon, d'une longueur totale de 17,53 km, prend sa source dans la commune de Segonzac et se jette dans l'Auvézère en rive gauche à Génis, face à Anlhiac,. Il borde en intégralité le sud de la commune sur huit kilomètres, face à Segonzac, Teillots et Boisseuilh.
Au nord, la rive sud-est de l'étang de Born fait partie du territoire communal.

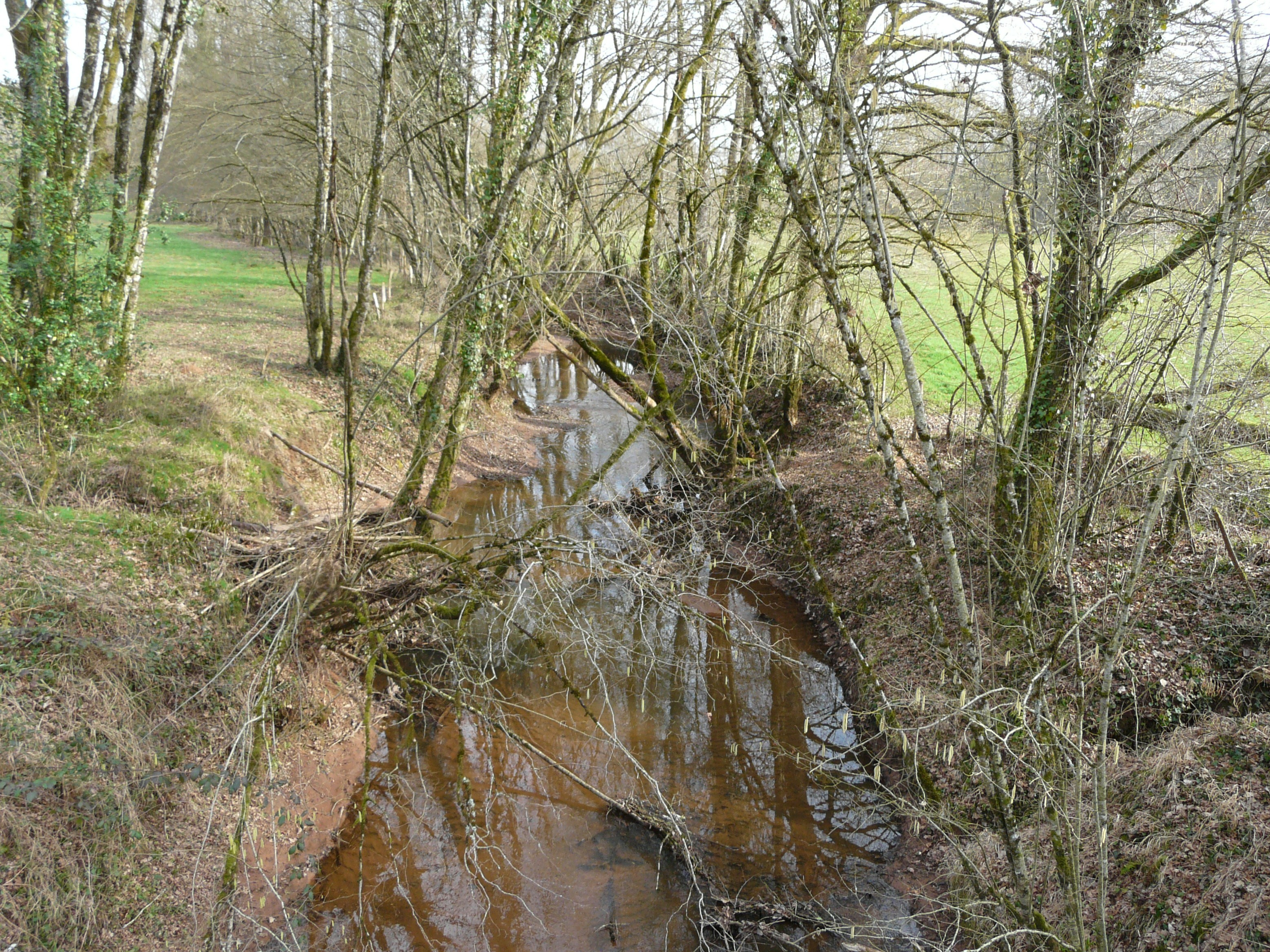
Le Dalon en limites de Sainte-Trie et Boisseuilh.
Réseaux hydrographique et routier de Sainte-Trie.

#### Gestion et qualité des eaux
Le territoire communal est couvert par le schéma d'aménagement et de gestion des eaux (SAGE) « Isle - Dronne ». Ce document de planification, dont le territoire regroupe les bassins versants de l'Isle et de la Dronne, d'une superficie de 7 500 km2, a été approuvé le 2 août 2021. La structure porteuse de l'élaboration et de la mise en œuvre est l'établissement public territorial de bassin de la Dordogne (EPIDOR). Il définit sur son territoire les objectifs généraux d’utilisation, de mise en valeur et de protection quantitative et qualitative des ressources en eau superficielle et souterraine, en respect des objectifs de qualité définis dans le troisième SDAGE  du Bassin Adour-Garonne qui couvre la période 2022-2027, approuvé le 10 mars 2022.
La qualité des eaux de baignade et des cours d’eau peut être consultée sur un site dédié géré par les agences de l’eau et l’Agence française pour la biodiversité.

### Climat
Pour des articles plus généraux, voir Climat de la Nouvelle-Aquitaine et Climat de la Dordogne.
Historiquement, la commune est exposée à un climat océanique aquitain.  
En 2020, Météo-France publie une typologie des climats de la France métropolitaine dans laquelle la commune est exposée à un climat océanique altéré et est dans la région climatique  Ouest et nord-ouest du Massif Central, caractérisée par une pluviométrie annuelle de 900 à 1 500 mm, maximale en automne et en hiver.
Pour la période 1971-2000, la température annuelle moyenne est de 11,9 °C, avec  une amplitude thermique annuelle de 15,1 °C. Le cumul annuel moyen de précipitations est de 1 047 mm, avec 12,9 jours de précipitations en janvier et 7,7 jours en juillet. Pour la période 1991-2020, la température moyenne annuelle observée sur la station météorologique la plus proche, située sur la commune de Voutezac à 19 km à vol d'oiseau, est de 12,2 °C et le cumul annuel moyen de précipitations est de 1 014,2 mm,. Pour l'avenir, les paramètres climatiques de la commune estimés pour 2050 selon différents scénarios d’émission de gaz à effet de serre sont consultables sur un site dédié publié par Météo-France en novembre 2022.

## Urbanisme

### Typologie
Au 1er janvier 2024, Sainte-Trie est catégorisée commune rurale à habitat très dispersé, selon la nouvelle grille communale de densité à 7 niveaux définie par l'Insee en 2022.
Elle est située hors unité urbaine et hors attraction des villes,.

### Occupation des sols
L'occupation des sols de la commune, telle qu'elle ressort de la base de données européenne d’occupation biophysique des sols Corine Land Cover (CLC), est marquée par l'importance des territoires agricoles (50,7 % en 2018), une proportion sensiblement équivalente à celle de 1990 (50,2 %). La répartition détaillée en 2018 est la suivante : 
forêts (49,2 %), prairies (26,4 %), zones agricoles hétérogènes (23,7 %), terres arables (0,6 %), milieux à végétation arbustive et/ou herbacée (0,1 %). L'évolution de l’occupation des sols de la commune et de ses infrastructures peut être observée sur les différentes représentations cartographiques du territoire : la carte de Cassini (XVIIIe siècle), la carte d'état-major (1820-1866) et les cartes ou photos aériennes de l'IGN pour la période actuelle (1950 à aujourd'hui).

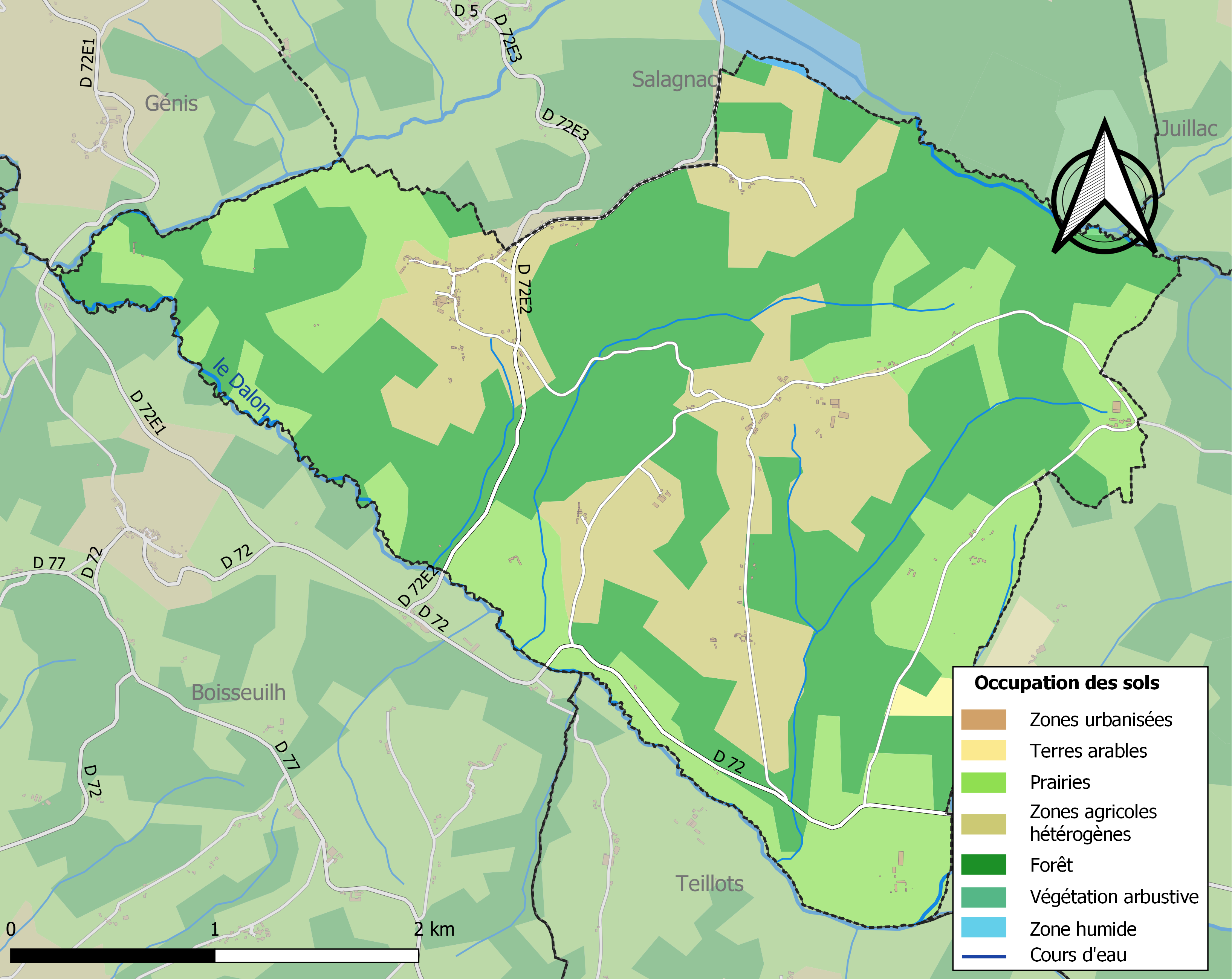
Carte des infrastructures et de l'occupation des sols de la commune en 2018 (CLC).

### Prévention des risques
Le territoire de la commune de Sainte-Trie est vulnérable à différents aléas naturels : météorologiques (tempête, orage, neige, grand froid, canicule ou sécheresse), feux de forêts, mouvements de terrains et séisme (sismicité très faible). Il est également exposé à un risque particulier : le risque de radon. Un site publié par le BRGM permet d'évaluer simplement et rapidement les risques d'un bien localisé soit par son adresse soit par le numéro de sa parcelle.

#### Risques naturels
Sainte-Trie est exposée au risque de feu de forêt. L’arrêté préfectoral du 14 mars 2013 fixe les conditions de pratique des incinérations et de brûlage dans un objectif de réduire le risque de départs d’incendie. À ce titre, des périodes sont déterminées : interdiction totale du 15 février au 15 mai et du 15 juin au 15 octobre, utilisation réglementée du 16 mai au 14 juin et du 16 octobre au 14 février. En septembre 2020, un plan inter-départemental de protection des forêts contre les incendies (PidPFCI) a été adopté pour la période 2019-2029,.

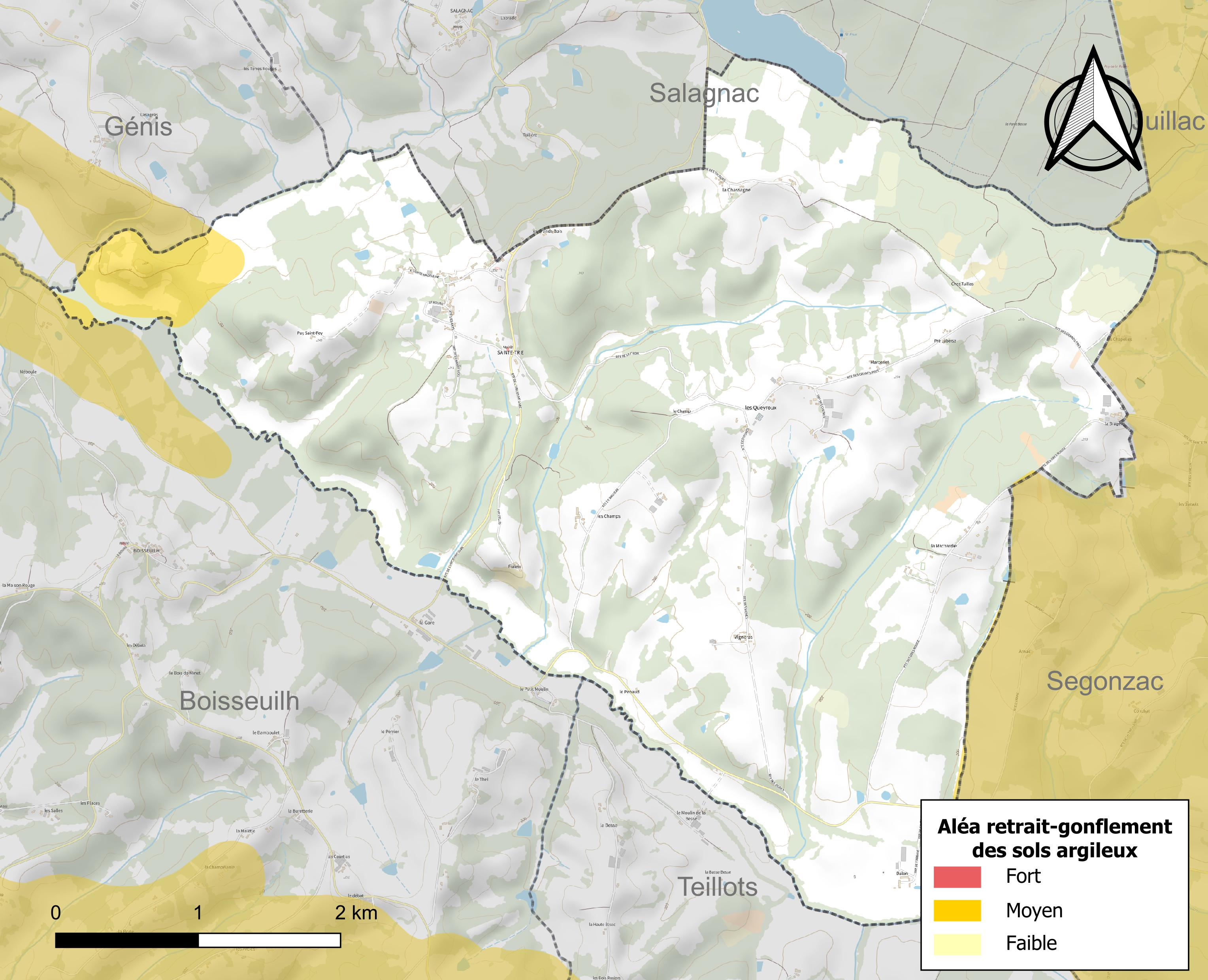
Carte des zones d'aléa retrait-gonflement des sols argileux de Sainte-Trie.

Les mouvements de terrains susceptibles de se produire sur la commune sont des tassements différentiels. Le retrait-gonflement des sols argileux est susceptible d'engendrer des dommages importants aux bâtiments en cas d’alternance de périodes de sécheresse et de pluie. 2,6 % de la superficie communale est en aléa moyen ou fort (58,6 % au niveau départemental et 48,5 % au niveau national métropolitain). Depuis le 1er octobre 2020, en application de la loi ÉLAN, différentes contraintes s'imposent aux vendeurs, maîtres d'ouvrages ou constructeurs de biens situés dans une zone classée en aléa moyen ou fort,.
La commune a été reconnue en état de catastrophe naturelle au titre des dommages causés par les inondations et coulées de boue survenues en 1982 et 1999 et par des mouvements de terrain en 1999.

#### Risque particulier
Dans plusieurs parties du territoire national, le radon, accumulé dans certains logements ou autres locaux, peut constituer une source significative d’exposition de la population aux rayonnements ionisants. Selon la classification de 2018, la commune de Sainte-Trie est classée en zone 3, à savoir zone à potentiel radon significatif.

## Toponymie
La première mention écrite connue du lieu concerne son église et date de l'an 1047 sous la forme Ecclesia Sancti Trojani.
Le nom de la commune est un hagiotoponyme qui se réfère à saint Trojan, évêque de Saintes au VIe siècle. Le nom initial « Trojan » a été déformé en °Troja, puis °Truia avant d'aboutir à la francisation « Trie ».
En occitan, la commune porte le nom de Sent Trían.

## Histoire
L'église de Sainte-Trie est mentionnée dès 1047, antérieurement à la fondation de l'abbaye de Dalon en 1114.
Lors de la création des départements français en 1790, la commune a d'abord brièvement fait partie de la Corrèze avant d'être rattachée en 1793, ainsi que neuf autres communes, à la Dordogne.
La commune porta, au cours de la période révolutionnaire de la Convention nationale (1792-1795), le nom de Trie-Argileux, ou Trie l'Argileuse.

## Politique et administration

### Rattachements administratifs et électoraux
La commune de Sainte-Trie a, dès 1790, fait partie du département de la Corrèze.
En 1793, elle est rattachée au canton de Génis qui dépend du district d'Excideuil dans le département de la Dordogne, jusqu'en 1795, date de suppression des districts. En 1801, le canton de Génis est supprimé et la commune est rattachée au canton d'Excideuil dépendant de l'arrondissement de Périgueux.
Dans le cadre de la réforme de 2014 définie par le décret du 21 février 2014, ce canton disparaît aux élections départementales de mars 2015. La commune est alors rattachée électoralement au canton du Haut-Périgord Noir.
En 2017, Sainte-Trie est rattachée à l'arrondissement de Sarlat-la-Canéda,.

### Intercommunalité
En 2009, Sainte-Trie rejoint la communauté de communes du Pays de Hautefort. Celle-ci disparaît le 31 décembre 2013, remplacée au 1er janvier 2014 par une nouvelle intercommunalité élargie, la communauté de communes du Terrassonnais en Périgord noir Thenon Hautefort, renommée communauté de communes Terrassonnais Haut Périgord Noir en octobre 2021.

### Administration municipale
La population de la commune étant comprise entre 100 et 499 habitants au recensement de 2017, onze conseillers municipaux ont été élus en 2020,.

### Liste des maires
| Période                                  | Période       | Identité        | Étiquette | Qualité                                                       |
| ---------------------------------------- | ------------- | --------------- | --------- | ------------------------------------------------------------- |
| Les données manquantes sont à compléter. |               |                 |           |                                                               |
|                                          |               |                 |           |                                                               |
| 1989                                     | juin 1995     | Roger Géraud    |           |                                                               |
| juin 1995                                | novembre 2020 | Laurent Monteil | SE        | Exploitant agricole                                           |
| novembre 2020                            | juin 2021     | Marc Chapon     |           | Premier adjoint faisant fonctions de maire Ancien agriculteur |
| juin 2021                                | octobre 2024  | Claude Turbant  |           |                                                               |
| octobre 2024                             | décembre 2024 | Betty Chabane   |           | Conseillère municipale faisant fonctions de maire             |
| décembre 2024                            | En cours      | Victor Monteil  |           |                                                               |

## Équipements et services publics

### Eau
En 2024, la commune dépend du Syndicat intercommunal d'alimentation en eau potable (SIAEP) du Nord Est Périgord.

### Enseignement
Début 2025, Sainte-Trie est organisée en regroupement pédagogique intercommunal (RPI) avec onze autres communes au niveau des classes de primaire.
- Cherveix-Cubas accueille les enfants en cours moyen 2e année.
- Hautefort dispose de quatre autres classes, depuis l'école maternelle jusqu'au cours moyen 1re année.

### Justice
En 2023, dans le domaine judiciaire, Sainte-Trie relève : 
- du tribunal judiciaire, du tribunal pour enfants, du conseil de prud'hommes et du tribunal de commerce de Périgueux ;
- du pôle Nationalité du tribunal judiciaire de Périgueux (compétent uniquement dans le domaine de la nationalité) ;
- de la cour d'appel, du tribunal administratif et de la  cour administrative d'appel de Bordeaux.

## Population et société

### Démographie
Les habitants de Sainte-Trie se nomment les Saint-Trojannais.
L'évolution du nombre d'habitants est connue à travers les recensements de la population effectués dans la commune depuis 1793. Pour les communes de moins de 10 000 habitants, une enquête de recensement portant sur toute la population est réalisée tous les cinq ans, les populations de référence des années intermédiaires étant quant à elles estimées par interpolation ou extrapolation. Pour la commune, le premier recensement exhaustif entrant dans le cadre du nouveau dispositif a été réalisé en 2008.

En 2022, la commune comptait 113 habitants, en évolution de +3,67 % par rapport à 2016 (Dordogne : +0,37 %, France hors Mayotte : +2,11 %).
| 1793 | 1800 | 1806 | 1821 | 1831 | 1836 | 1841 | 1846 | 1851 |
| ---- | ---- | ---- | ---- | ---- | ---- | ---- | ---- | ---- |
| 400  | 234  | 312  | 320  | 426  | 457  | 440  | 440  | 458  |

| 1856 | 1861 | 1866 | 1872 | 1876 | 1881 | 1886 | 1891 | 1896 |
| ---- | ---- | ---- | ---- | ---- | ---- | ---- | ---- | ---- |
| 415  | 414  | 406  | 371  | 364  | 373  | 372  | 349  | 348  |

| 1901 | 1906 | 1911 | 1921 | 1926 | 1931 | 1936 | 1946 | 1954 |
| ---- | ---- | ---- | ---- | ---- | ---- | ---- | ---- | ---- |
| 366  | 355  | 346  | 294  | 253  | 232  | 258  | 217  | 183  |

| 1962 | 1968 | 1975 | 1982 | 1990 | 1999 | 2006 | 2008 | 2013 |
| ---- | ---- | ---- | ---- | ---- | ---- | ---- | ---- | ---- |
| 154  | 146  | 134  | 136  | 118  | 148  | 130  | 125  | 114  |

| 2018 | 2022 | - | - | - | - | - | - | - |
| ---- | ---- | - | - | - | - | - | - | - |
| 110  | 113  | - | - | - | - | - | - | - |

## Économie

### Emploi
En 2015, parmi la population communale comprise entre 15 et 64 ans, les actifs représentent cinquante personnes, soit 45,9 % de la population municipale. Le nombre de chômeurs (quatre) a légèrement augmenté par rapport à 2010 (trois) et le taux de chômage de cette population active s'établit à 7,7 %.

### Établissements
Au 31 décembre 2015, la commune compte dix-sept établissements, dont cinq relatifs au secteur administratif, à l'enseignement, à la santé ou à l'action sociale, quatre dans la construction, quatre dans l'agriculture, la sylviculture ou la pêche, trois au niveau des commerces, transports ou services, et un dans l'industrie.

## Culture locale et patrimoine

### Lieux et monuments
- De l'abbaye de Dalon du XIIe siècle, il subsiste des vestiges dont le bâtiment des moines avec sa salle capitulaire et deux chapelles du transept droit de l'église. Le logis de Dalon, du XVIIe siècle, est attenant aux ruines de l'abbaye[63]. L'abbaye a été vendue en 1791 comme bien national et son propriétaire s'en est servi comme carrière[64]. L'ensemble composé du logis, des ruines de l'abbaye et du pigeonnier est inscrit au titre des monuments historiques depuis 1948[65].
- L'église Saint-Trojan, dédiée à Trojan de Saintes, évêque de Saintes au VIe siècle[66], est de style roman et son portail date du XIIIe siècle[64]. Entourée du cimetière, elle est bâtie en grès rouge avec clocher-mur et nef unique[64]. Un gisant féminin datant du XIIIe ou XIVe siècle qui se trouve dans la nef est classé au titre des monuments historiques depuis 1993[67]. Ce gisant pourrait être celui d'Aimeline de Born, vicomtesse de Hautefort, et fille de Bertran de Born[64].
- Siège d'une châtellenie[64], le château de Fialeix, connu en 1120 sous l'appellation castro Felicis, il ne reste qu'une motte castrale[68].
- Encore actif en 1752, un autre prieuré avec chapelle a existé au lieu-dit Mureau[64].

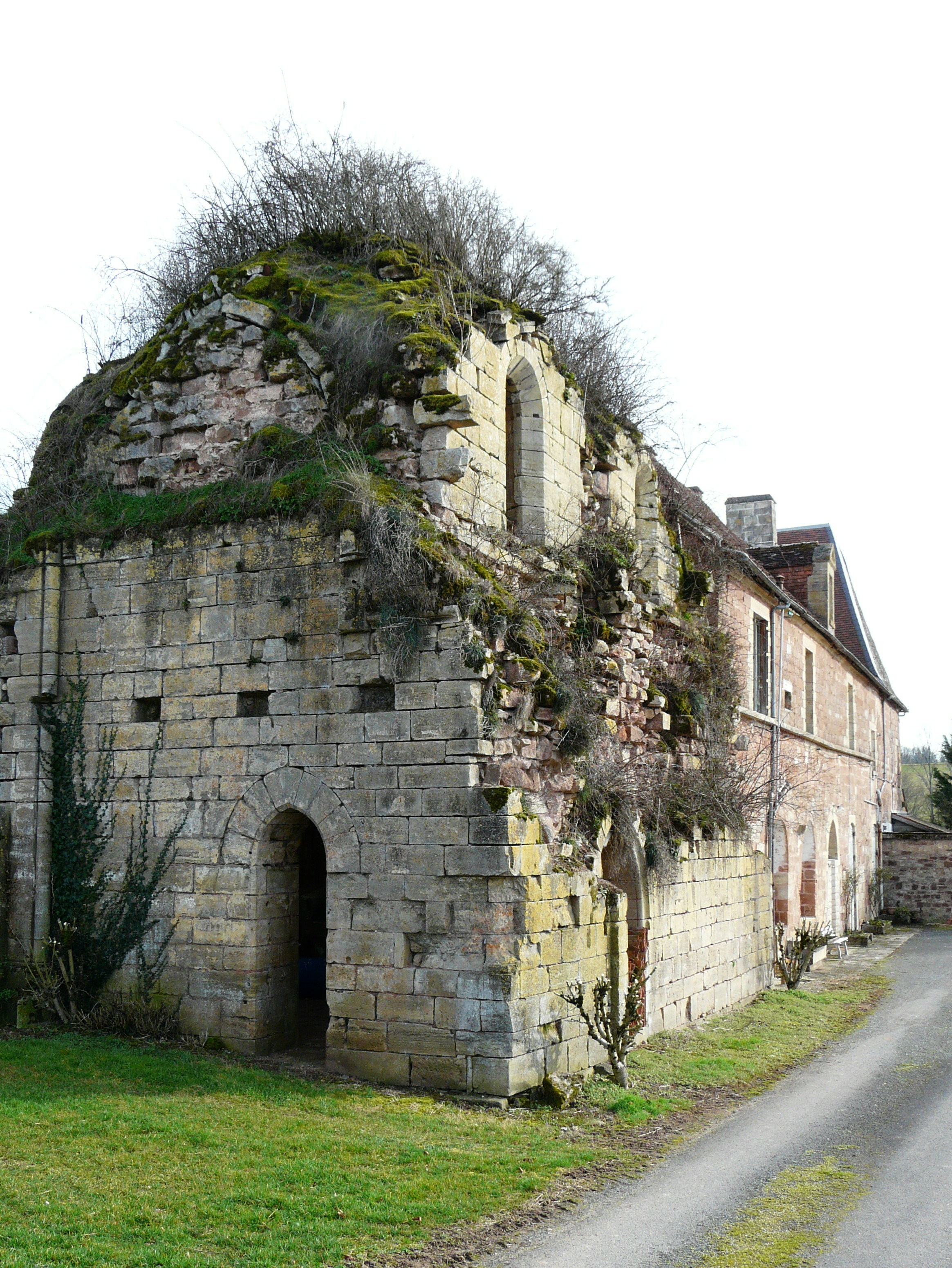
Les ruines de l'abbaye de Dalon.
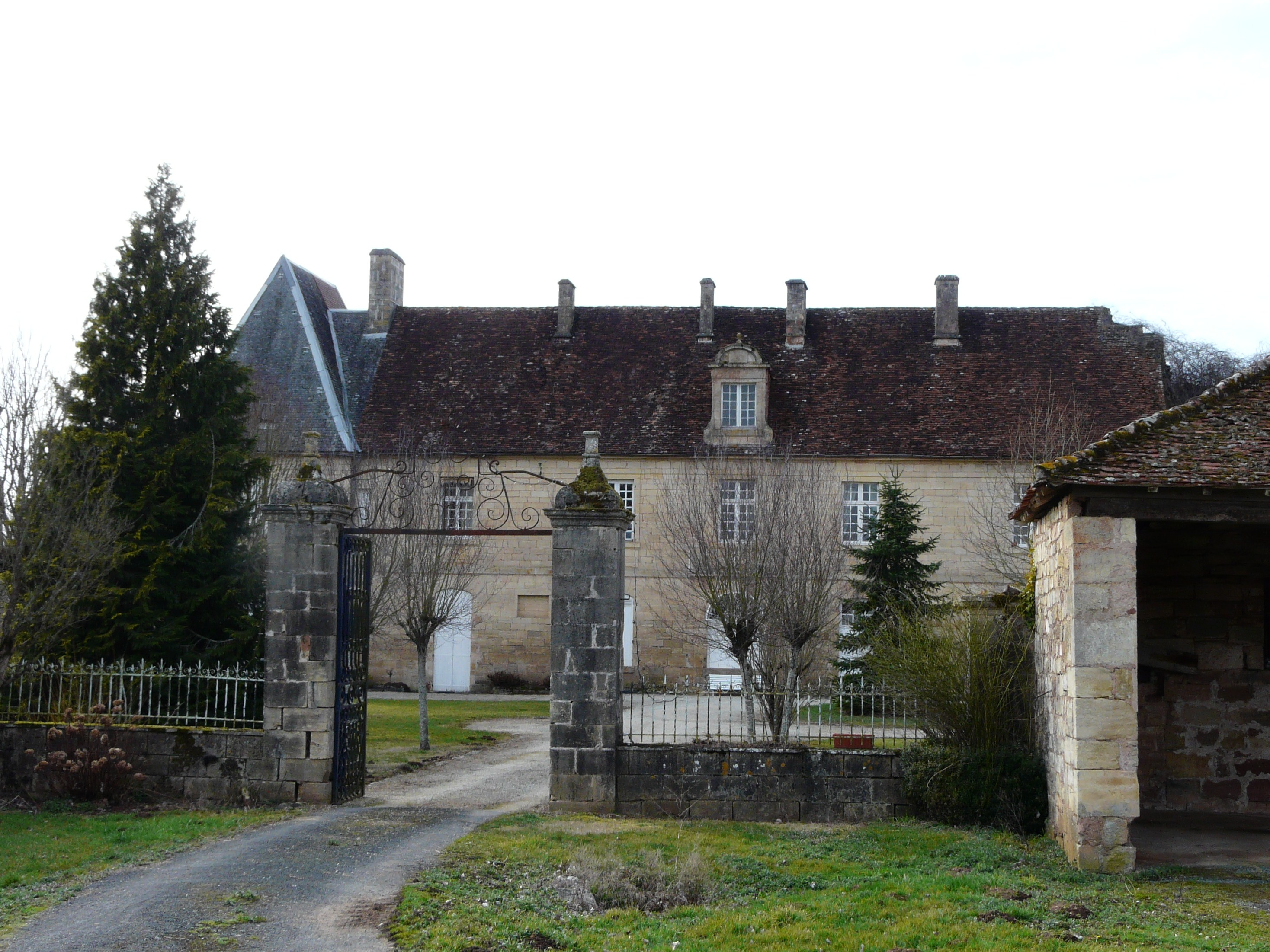
Le logis de Dalon.
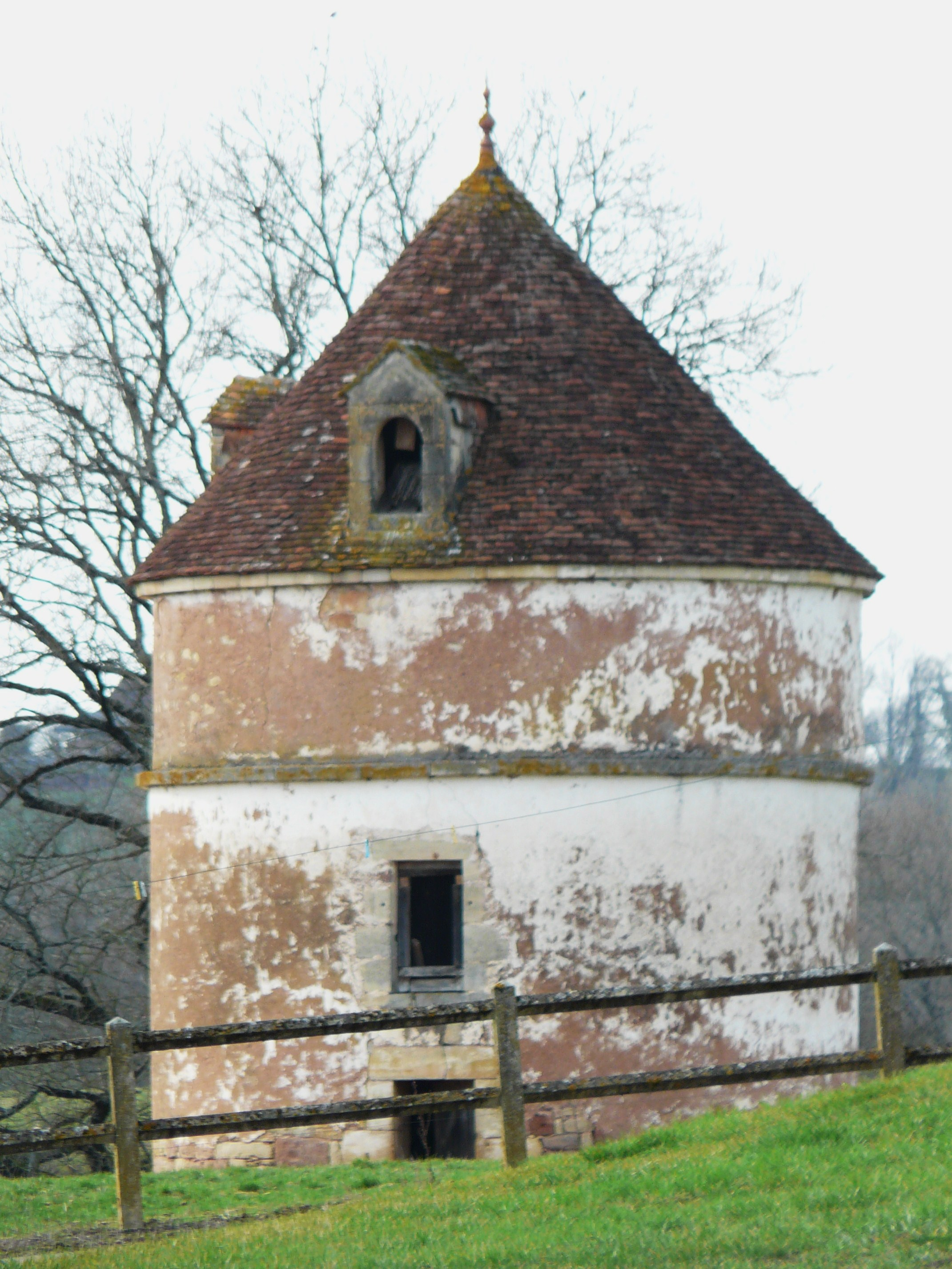
Le pigeonnier de Dalon.
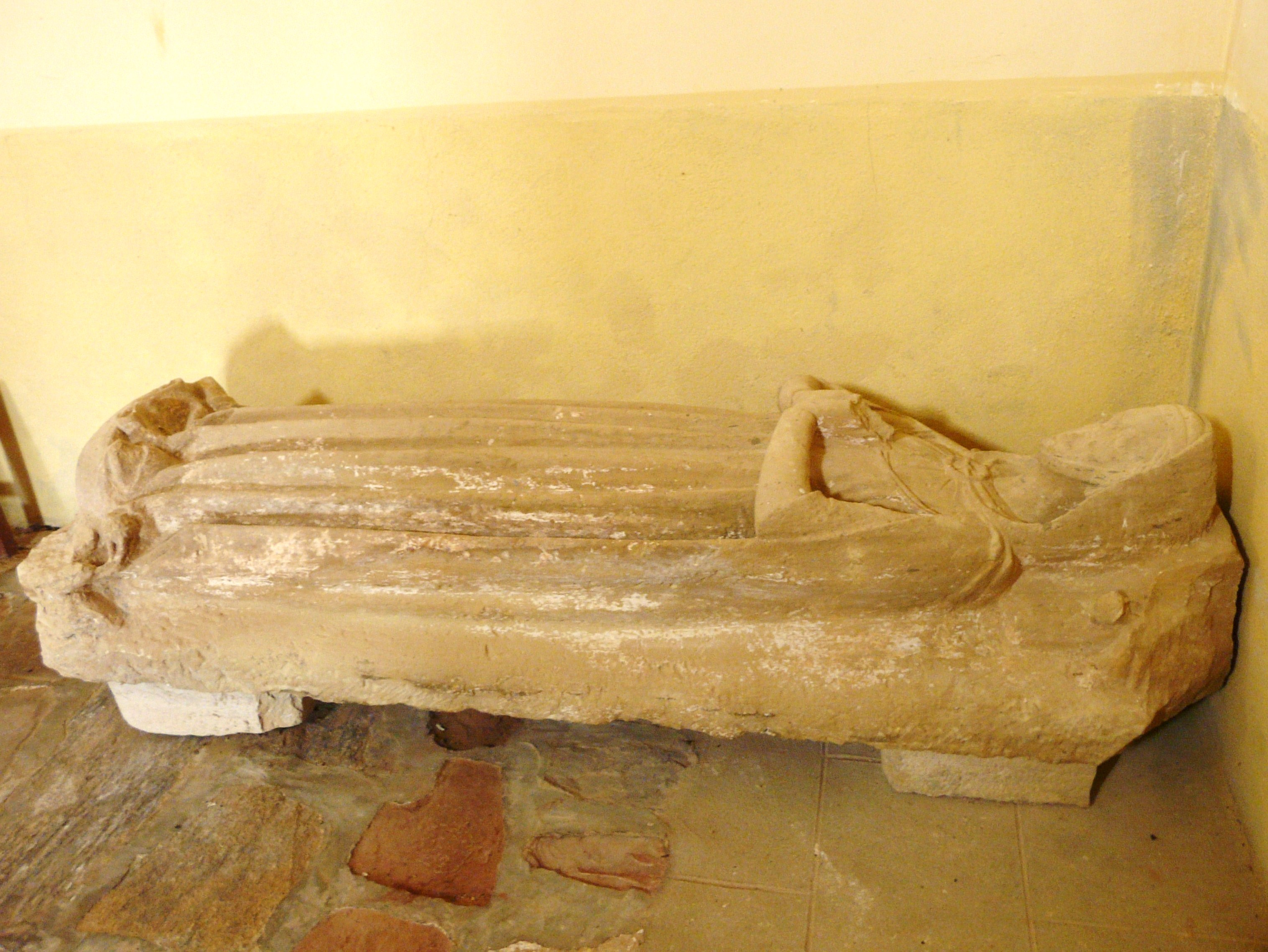
Le gisant dans l'église.
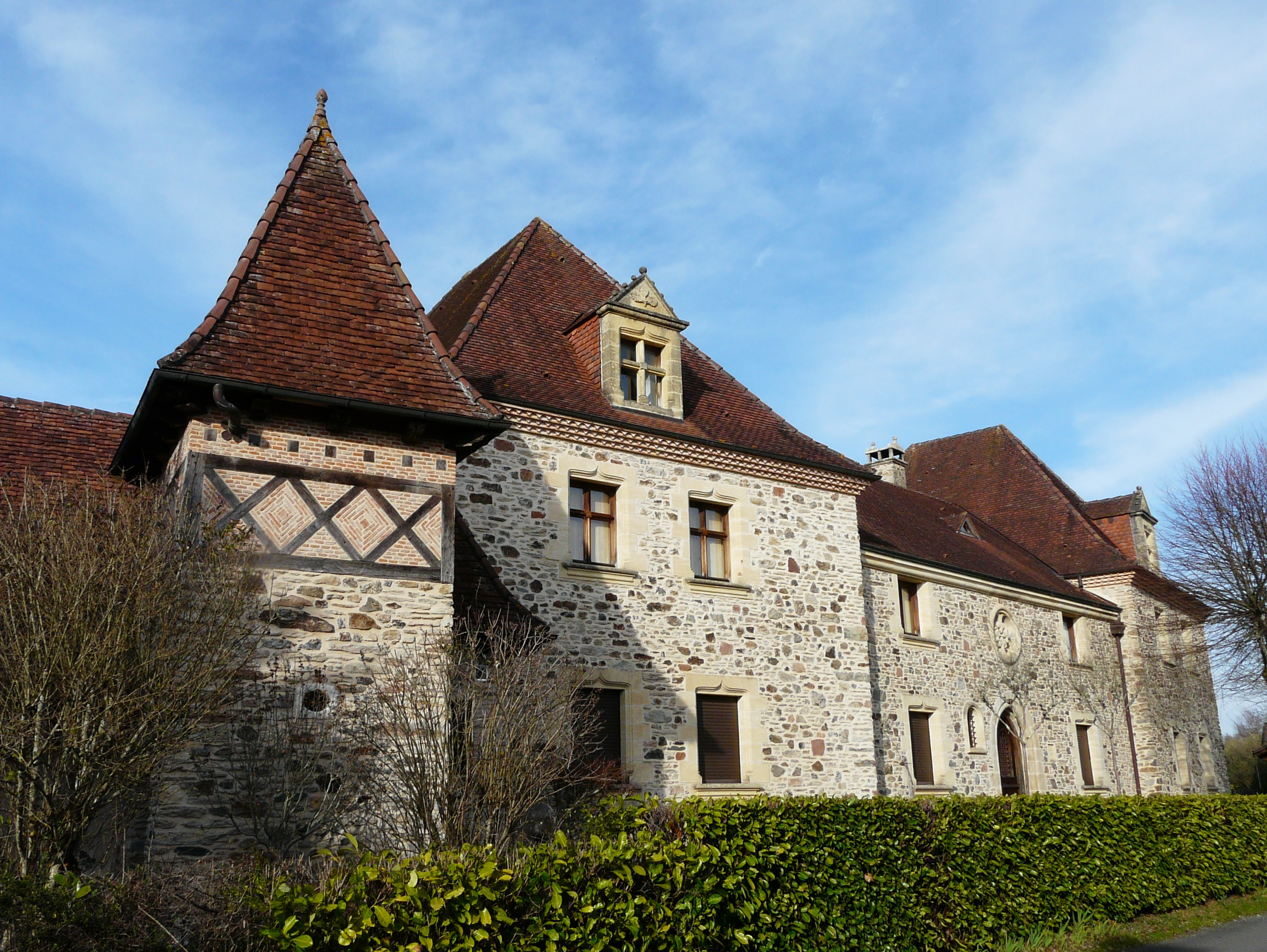
Manoir dans le bourg de Sainte-Trie.

### Patrimoine naturel

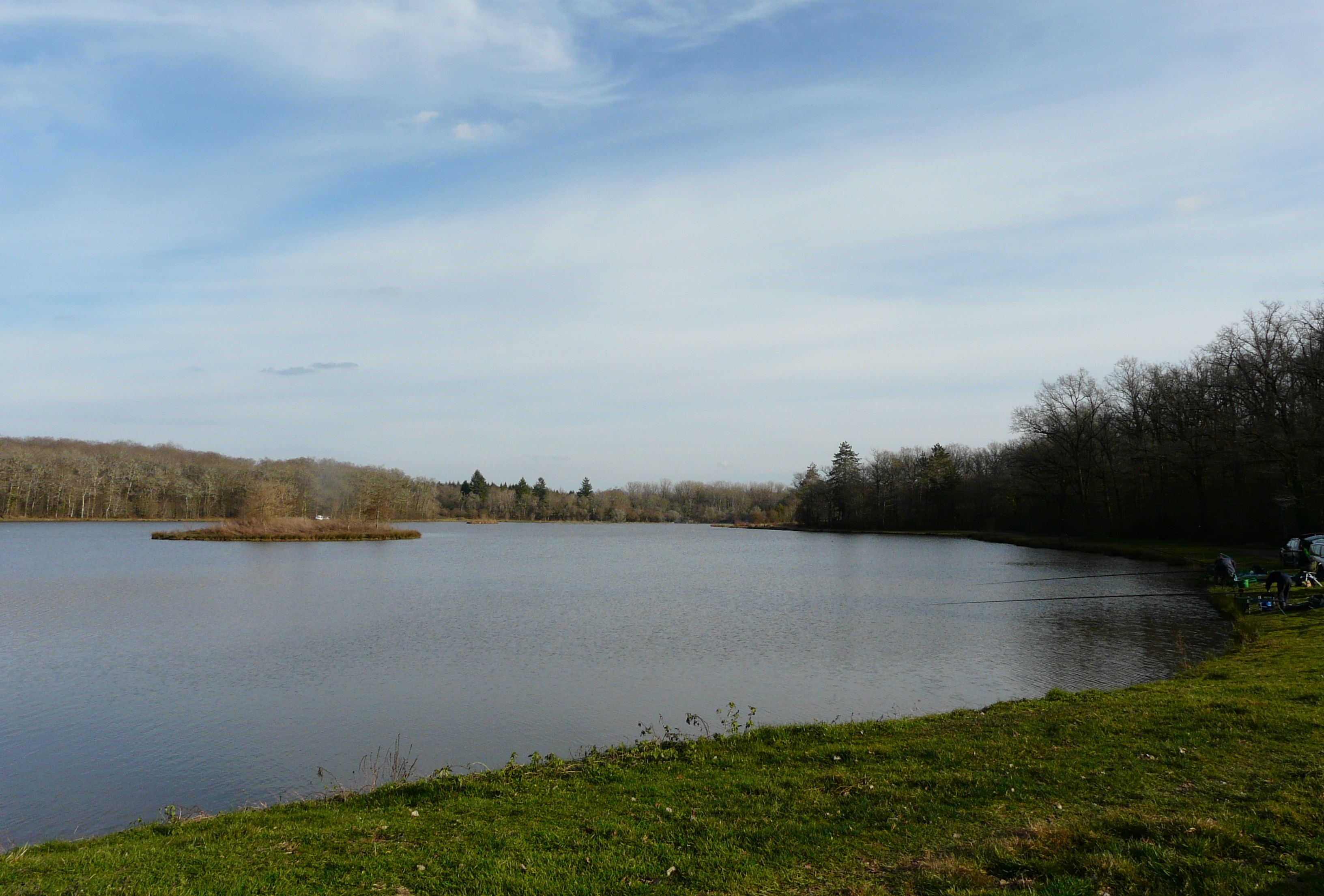
L'étang de Born en forêt domaniale de Born. La rive boisée située à droite se trouve sur Sainte-Trie.

Au nord, la forêt domaniale de Born, une zone naturelle d'intérêt écologique, faunistique et floristique (ZNIEFF) de type 2 remarquable pour sa flore, se situe principalement sur les communes de Salagnac et de Saint-Mesmin mais deux petites zones au sud de l'étang de Born et au nord-est du lieu-dit chez Tuillas, dont la surface cumulée représente environ six hectares, se trouvent sur Sainte-Trie,.

### Personnalités liées à la commune
- Le troubadour Bernard de Ventadour (v. 1125 – v. 1200) s'est retiré à l'abbaye de Dalon où il devint moine et où il est mort[71].
- Le troubadour Bertran de Born (v. 1140 – v. 1215) se serait retiré à l'abbaye de Dalon où il serait mort[72].
- Yvonne Clergerie (1942-), sculptrice, née à Sainte-Trie[73] ; elle a installé 42 de ses œuvres dans la proche commune de Hautefort, dont une trentaine de bronzes[74].

## Pour approfondir